# Asteridae
La sottoclasse delle Asteridae (Asteridae, Takht. 1967) comprende un vasto raggruppamento di piante della classe Magnoliopsida. Il nome asteridae deriva dal greco aster che significa stella, scelto per via della particolare forma dei fiori.

## Tassonomia
Nel Sistema Cronquist le Asteridae si ripartiscono fra 11 ordini con complessive 49 famiglie:

## OrdineAsterales
L'ordine Asterales comprende una sola famiglia:
- Asteraceae

## OrdineCallitrichales
L'ordine Callitrichales comprende 3 famiglie:
- Callitrichaceae
- Hippuridaceae
- Hydrostachyaceae

## OrdineCalycerales
L'ordine Calycerales comprende una sola famiglia:
- Calyceraceae

## OrdineCampanulales
L'ordine Campanulales comprende 7 famiglie:
- Pentaphragmataceae
- Sphenocleaceae
- Campanulaceae
- Stylidiaceae
- Donatiaceae
- Brunoniaceae
- Goodeniaceae

## OrdineDipsacales
L'ordine Dipsacales comprende 4 famiglie:
- Adoxaceae
- Caprifoliaceae
- Dipsacaceae
- Valerianaceae

## OrdineGentianales
L'ordine Gentianales comprende 5 famiglie:
- Apocynaceae
- Asclepiadaceae
- Gentianaceae
- Loganiaceae
- Saccifoliaceae

## OrdineLamiales
L'ordine Lamiales comprende 4 famiglie:
- Boraginaceae
- Lamiaceae
- Lennoaceae
- Verbenaceae

## OrdinePlantaginales
L'ordine Plantaginales comprende una sola famiglia:
- Plantaginaceae

## OrdineRubiales
L'ordine Rubiales comprende 2 famiglie:
- Rubiaceae
- Theligonaceae

## OrdineScrophulariales
L'ordine Scrophulariales comprende 12 famiglie:
- Acanthaceae
- Bignoniaceae
- Buddlejaceae
- Gesneriaceae
- Globulariaceae
- Lentibulariaceae
- Mendonciaceae
- Myoporaceae
- Oleaceae
- Orobanchaceae
- Pedaliaceae
- Scrophulariaceae

## OrdineSolanales
L'ordine Solanales comprende 9 famiglie:
- Convolvulaceae
- Cuscutaceae
- Duckeodendraceae
- Hydrophyllaceae
- Menyanthaceae
- Nolanaceae
- Polemoniaceae
- Retziaceae
- Solanaceae